# Setoplectus riemanni
Setoplectus riemanni is een rondwormensoort uit de familie van de Haliplectidae. De wetenschappelijke naam van de soort is voor het eerst geldig gepubliceerd in 1973 door Andrássy.